# Sparkle in the Rain
| Оценки критиков     | Оценки критиков |
| Источник            | Оценка          |
| ------------------- | --------------- |
| AllMusic            | [ 1 ]           |
| The A.V. Club       | положительно    |
| CMJ                 | положительно    |
| Мартин C. Стронг    | [ 4 ]           |
| NME                 | положительно    |
| Rolling Stone       | 1984 · 1992     |
| Virgin Encyclopedia | [ 8 ]           |

Sparkle in the Rain — шестой студийный альбом шотландской рок-группы Simple Minds, изданный в 1984 году на лейбле Virgin и стал для коллектива первым чарттоппером в UK Albums Chart дав рождения трем синглам — Waterfront (13-е место), Speed Your Love to Me (20-е место) и Up on the Catwalk (27-е место).

## Об альбоме
Отойдя от новой романтики предыдущего альбома New Gold Dream (81/82/83/84), музыканты начали двигаться дальше в сторону так называемого стадионного рока, характерного более для группы U2 (в этом направлении коллектив будет работать следующие 10 лет, вплоть до альбома Neapolis). Коммерческий успех вышеназванного альбома очень вдохновил шотландцев — так что звучание новых песен стало более зрелым и жизнеутвеждающим, что было отмечено как критиками — так и слушателями, отметившими музыкальный рост группы. Начиная с данного лонгплея, ударник Мэл Гейнор становится официальным участником группы (до этого он работал с группой сессионно, участвуя только в сессиях звукозаписи и на концертах).

## Список композиций
Слова и музыка всех песен — Simple Minds, кроме указанных.
| №   | Название                                             | Длительность |
| --- | ---------------------------------------------------- | ------------ |
| 1.  | «Up on the Catwalk»                                  | 4:45         |
| 2.  | «Book of Brilliant Things»                           | 4:21         |
| 3.  | «Speed Your Love to Me»                              | 4:24         |
| 4.  | «Waterfront»                                         | 4:49         |
| 5.  | «East at Easter»                                     | 3:32         |
| 6.  | «Street Hassle» (Лу Рид)                             | 5:14         |
| 7.  | «White Hot Day»                                      | 4:32         |
| 8.  | «'C' Moon Cry Like a Baby»                           | 4:19         |
| 9.  | «The Kick Inside of Me»                              | 4:48         |
| 10. | «Shake Off the Ghosts (инструментальная композиция)» | 3:57         |

## Участники записи
Simple Minds
- Джим Керр — вокал
- Чарли Берчилл — гитара
- Дерек Форбс — бас-гитара, вокал
- Мик МакНил — клавишные
- Мэл Гейнор — ударные, вокал

Дополнительные участники
- Кирсти МакКолл — голос (треки 3 и 6)

Технический персонал
- Стив Лиллиуайт — продюсер
- Говард Грей — звукорежиссёр
- Гэвин Маккиллоп и Пол Кук — ассистенты звукорежиссёра
- Assorted iMaGes — дизайн обложки